# Wow! 신호

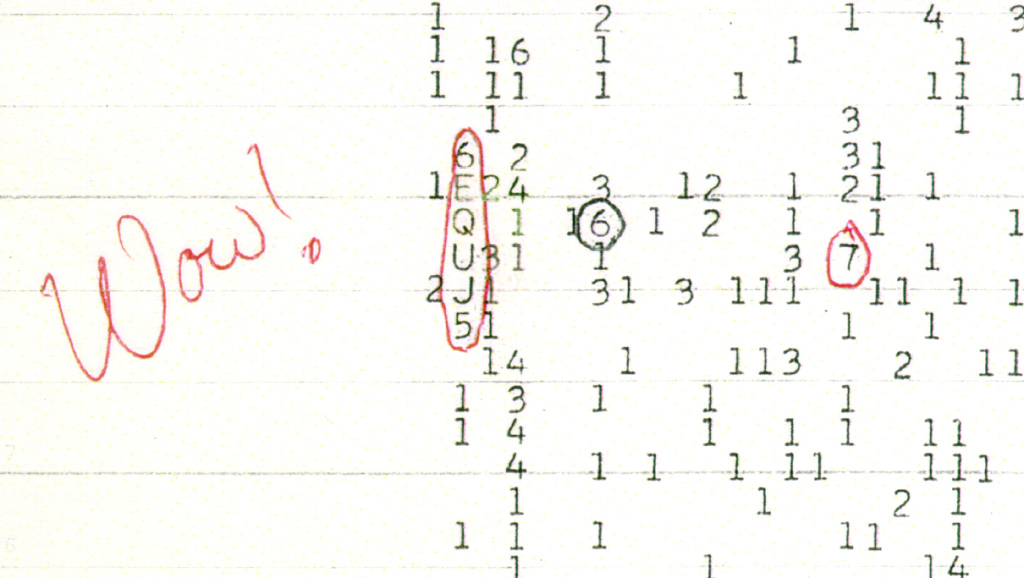
제리 R. 이만의 당시 로그 종이

와우 신호(영어: Wow! signal)는 SETI 프로젝트가 진행되던 도중에 발견된 특이한 신호이다.
1977년 8월 15일 밤, 외계의 지적생명탐사(SETI) 프로젝트의 일반 참여자이자 대학 교수였던 제리 R. 이만(Jerry R. Ehman)은 수신된 전파의 컴퓨터 로그를 프린트해 분석하던 중 특별한 신호를 발견하고 놀란 나머지, 종이에 'Wow!'라고 적었는데, 이 일화로 인하여 이 신호는 와우 시그널이라고 불린다.
이 신호는 '수동적 외계 지능 찾기'(Passive SETI)의 노력의 하나로 외계 지적 생명체로부터 온 신호일 가능성이 있는 강렬한 협대역 신호이다. 관측 당시 빅 이어 망원경(오늘날의 오하이오 주립 대학교의 전파 관측소)에서 궁수자리 안쪽 방향으로 72초간 수신됐다. 그러나 지적 외계 생명체의 신호임을 확인하기 위해선 반복적인 신호의 수신이 이루어져야 하는데, 이 신호는 그 이후로 발견되지 않았다.
이 신호가 외계에서 온 신호인지에 대해서는 여전히 논란으로 남아있다.

## 종이 해석표
영어 숫자 코드는 6EQUJ5이라고 나와 있는데, 신호의 강약을 나타낸다. 0과 1은 띄어쓰기의 차이를 나타내며, 숫자 1에서 9는 상응하는 번호 강도를 나타낸다(1에서 10까지), 그리고 10 이상은 알파벳에 대응해서 표시된다(예시:'A'는 10에서 11까지, 'B'는 11에서 12까지.). 값은 'U'가 검출되었고 (30에서 31 사이), 이는 그때까지 전파망원경에서 관측된 수치 중에 제일 높은 것으로, 정상 신호보다 무려 30배 더 컸다. 이 경우의 강도는 단위가 없고, 신호 대 잡음으로 표시되었다. 잡음은 신호 전 몇 분간 왔던 잡음을 기준으로 해서 계산했다.
이 신호의 주파수는 1420.356MHz(J. D. 크라우스)와 1420.4556MHz(J. R. 에만)이라는 서로 다른 두개로 발견했다. 와우 신호의 주파수는 수소선의 주파수인 1420.40575177MHz와 매우 밀접하게 비슷하다. SETI 탐색에서, 수소는 우주에서 가장 흔한 원소이고 수소는 1420.40575177MHz에서 공진하기 때문에 외계 지능체가 강한 신호를 보낼 때 이용할 수 있는 주파수라서 중요한 신호로 추론되었다. 와우 신호에서 보내진 서로 다른 두개의 주파수(1420.356MHz 및 1420.4556MHz)는 수소선에서 동일한 거리만큼 떨어져 있다. 첫 번째 신호는 수소선에서 0.0498MHz(49.75177kHz)만큼 적으며, 두 번째 신호는 수소선에서 0.0498MHz(49.84823kHz)만큼 크다. 이 신호의 대역폭은 10kHz 미만이다(출력 신호는 10kHz 폭의 채널로 들어왔으며, 그 중 신호는 1개의 열에만 들어왔다).

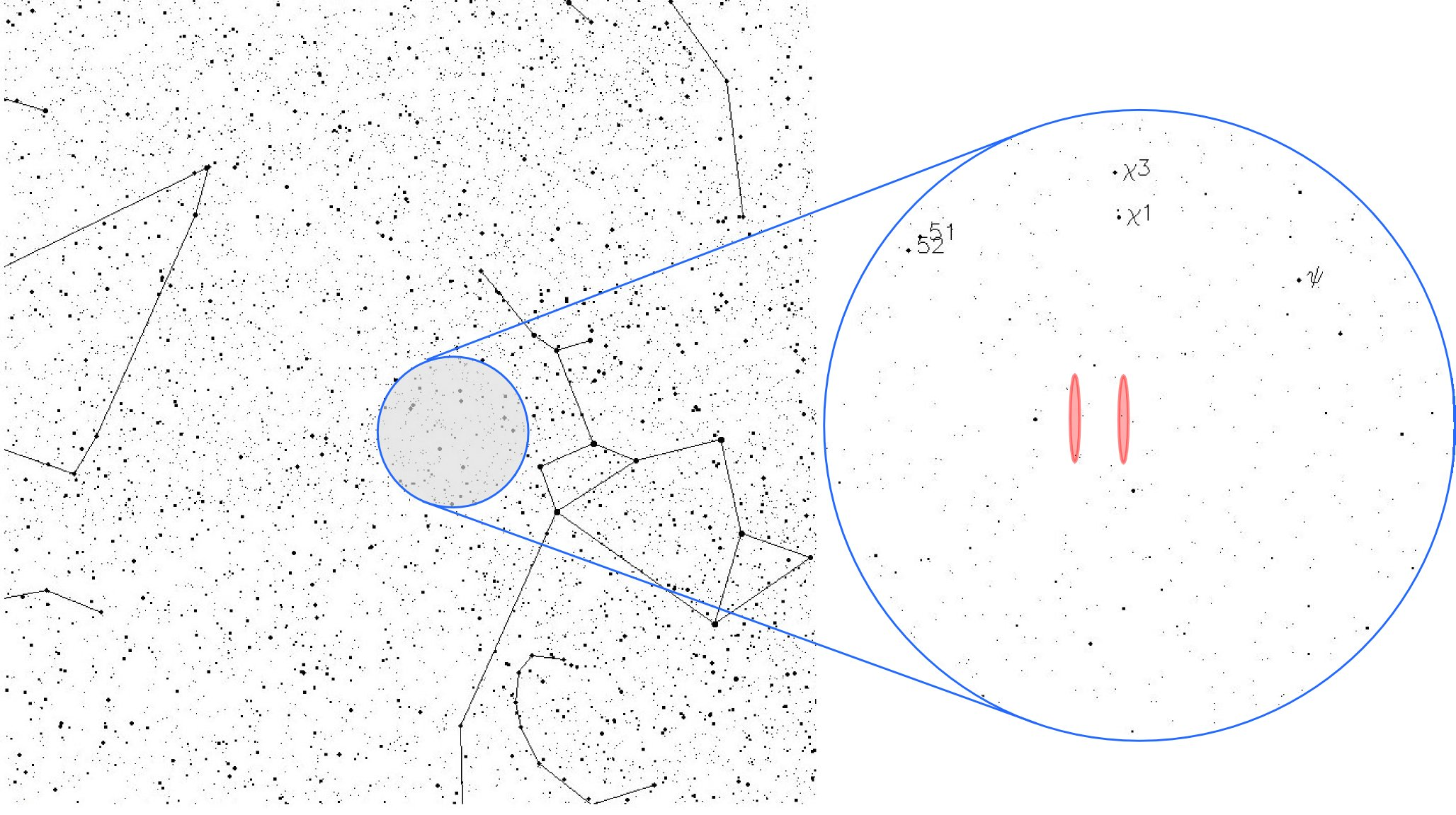
신호가 발송된 것으로 추측되는 위치의 지도. 궁수자리 방향 궁수자리 성군(星群) 근처이다. 신호가 온 위치는 그림의 붉은 영역 둘 중 하나로 추측되며(이는 실험 방법 때문이다), 적위값(수직축)은 매우 불확실하여 위아래로 길게 표시되어 있다. 다만 붉은 영역 좌우 폭은 과장되었으며 실제로는 이보다 좁다.

제리 에만이 쓴 "Wow!"라고 적은 유명한 쪽지는 현재 오하이오 역사 학회에서 보유하고 있다.

## 신호의 위치
오하이오 주립 대학교 전파 천문대의 휘드혼 2개를 이용하여 신호의 정확한 발신지를 찾는 과정은 하늘이 지구의 자전으로 인해 약간 다른 방향을 가리키고 있기 때문에 복잡했다. Wow! 신호는 한쪽에만 검출되었고 다른 한쪽에는 검출되지 않았기 때문에, 상기 데이터에는 2개 휘드혼으로는 위치의 정확한 판별이 불가능하다는 방식으로 처리했다. 따라서, 적경값은 다음 2가지가 존재한다.
- 19h22m24.64s ± 5s (포지티브 혼)
- 19h25m17.01s ± 5s (네거티브 혼)

적위는 꽤 정확하게 −27°03′ ± 20′로 측정되었다. 위의 값은 모두 B1950.0 주야 평분시를 기준으로 표현했다.
J2000.0 주야 평분시로 변환한 천구좌표는 적경 = 19h25m31s ± 10s 또는 19h28m22s ± 10s이고 적위는 −26°57′ ± 20′이 된다.
신호가 온 영역은 실시등급 +5 궁수자리 키 성군(星群)에서 남쪽으로 약 2.5도, 황도 남쪽으로 약 3.5도 떨어진 방향에 있다. 3.5도 남쪽 근처에서 가장 밝은 별은 궁수자리 타우이다.

## 시간의 변화

신호의 구성 대 시간

큰 귀처럼 생긴 망원경은 우주를 향해 고정시키고, 지구의 회전 효과로 움직였다. 지구 자전의 속도로, 그리고 '큰 귀'의 "창문"으로 한정된 관측 범위에서, 큰 귀는 단지 72초 동안 특정 지점을 관찰할 수 있었다. 그래서 연속된 외계 신호는 72초 동안 지속되는 것처럼 보일 것이고, 그리고 지구 자전의 효과 때문에 "창문"에서 36초 동안은 신호가 증가하는 것처럼 보일 것이다.
따라서, 와우 시그널과 같이, 72초 동안, 강도 그래프의 원형은 신호 발생지에 대응할 수 있을 것이다.

## 신호의 재발생 검색
이 신호는 이후 각각의 뿔 형태로 3분간 나타날꺼라 생각됐으나, 나타나지 않았다. 에만은 신호 발견된 뒤에도 한달간 '큰 귀'를 통해 지켜보았으나, 반복신호를 발견하지 못했다.
1987년과 1989년, 로버트 H. 그레이는 오크리지 관측소의 META array를 통해 그 신호를 재탐색 해보았으나 탐지되지 않았다.
1995년 7월, 아르고스 프로젝트 때 사용된 신호 탐색 소프트웨어를 테스트했는데, 세티리그의 행정 감독관 H. 파울 서치는 그린 뱅크에 위치한 국립 전파천문학 관측소의 12m 전파 천문대에서 와우 신호 좌표로 여러번 드리프트-스캔 탐색 방식이 되도록 하였으나, 아무것도 성취하지 못했다.
1995년과 1996년, 그레이는 '큰 귀' 보다 성능 좋은 장기선 간섭계를 통해 재탐색 하였다.
그레이와 시몬 엘리슨은 1999년 다시 태즈메이니아 대학교의 26m 크기의 전파망원경인 마운트 프레전트 전파 관측소를 통해 반복신호를 탐색했다. 와우 신호가 관측된 위치 주변으로 14시간 동안의 6번의 관측을 하였지만 와우 신호와 같은 것은 아무것도 발견되지 않았다.
2024년 8월 미국 푸에르토리코주 아레시보대학교에 따르면 와우! 이는 별의 방출로 인해 차가운 분자 구름이 갑자기 밝아지는 희귀한 천체 물리학적 사건으로 인해 발생했을 가능성이 높다.

## 응답
2012년 내셔널 지오그래픽 채널은 와우 시그널이 발견된 지 35주년을 기념해, 답신을 위한 'Chasing UFOs' 프로젝트를 실시하였다. 6월 30일 오전 10시부터 7월 1일 오후 4시까지 트위터 해시태그 #ChasingUFOs로 보내진 10,000개의 메시지를 하나로 묶어 암호화 하여 아레시보 천문대를 통해 우주로 보내지는 방식이다. 아레시보 천문대의 과학자들은 외계 문명이 지구인의 메시지를 알아볼 수 있도록 반복 신호를 넣었다.
- 트위터 해시태그 '#ChasingUFOs' 바로가기

## 같이 보기
- 외계의 지적생명탐사 (SETI)
- SETI@home
- 외계인
- 아레시보 메시지
- 론 시그널
- 펄사 PSR B1919+21(LGM-1) ("난쟁이 외계인 1"), 첫 번째로 발견된 펄사
- 퀘이사 CTA-102, SETI 탐사를 하던 중 외계의 신호로 추정되었으나, 퀘이사로 밝혀졌다.
- 라디오 신호 SHGb02+14a